# Комплекс з виробництва добрив у Актау
Комплекс з виробництва добрив у Актау – виробничий майданчик, який діє на заході Казахстану.
В 1960-х роках в межах радянської ядерної програми на півострові Мангишлак спорудили Прикаспійський гірничо-металургійний комбінат, який працював на основі уран-фосфатного родовища Мєлове (до якого пізніше додалось родовище Томак). Оскільки руда мала низький вміст урану, забезпечити рентабельність проекту могло її комплексне використання із продукуванням добрив. Як наслідок, в 1969 – 1971 роках запустили виробництва:
- аміаку, сировиною для якого був природний газ, що надходив по трубопроводу Узень – Актау;
- азотної кислоти, яку отримують з аміаку;
- нітрофосу (азотно-фосфорне добриво), технологія виготовлення якого передбачає обробку фосфоритів азотною кислотою.
Також можливо відзначити, що окрім виробництва добрив азотну кислоту задіяли у основному технологічному циклі – вже у 1971-му на комбінаті впровадили технологію конверсії фосфогіпсу аміаком та діоксидом вуглецю, що дозволяло отримувати розчин сульфату амонію, використання якого (на додачу до традиційної сульфатної кислоти) для розкладення рудного концентрату дозволило суттєво збільшити вилучення цільових продуктів – урану, РЗЕ та пентаоксиду фосфору. В подальшому азотна кислота стала потрібна для випуску оксиду скандію.
З плином часу асортимент добрив мангишлацького майданчику розширили:
- в 1973-му запустили виробництво аммофосу (отримують шляхом взаємодії аміаку з фосфорною кислотою);
- в 1975-му почали випуск кормового дикальційфосфату;
- в 1981-му запустили виробництво кормового преципітату (потужність по цьому напрямку була доведена в 1987-му до 50 тисяч тон на рік).
При цьому в 1978-му ввели в дію другий цех аміаку, що довело потужність майданчику до 200 тисяч тон на рік.
На тлі завершення радянської ядерної програми та краху планової економіки комбінат в першій половині 1990-х потрапив у складну ситуацію та припинив роботу. В подальшому вдалось реанімували лише завод добрив, який з 2005-го опинився під контролем компанії «Казазот». Враховуючи припинення видобутку фосфоритів, тепер сконцентрувались на продукуванні азотного добрива – аміачної селітри, яку отримують реакцією аміаку з азотною кислотою.
В 2011 – 2012 роках провели модернізацію виробництва, що дозволило відновити збільшити виробництво аміаку удвічі – до проектного рівня 200 тисяч тон. Також завод може випускати 360 тисяч тон азотної кислоти та 330 тисяч тон аміачної селітри.
В другій половині 2010-х завод добрив запустив власну ТЕЦ.